# Sitios Ramsar de Sudáfrica

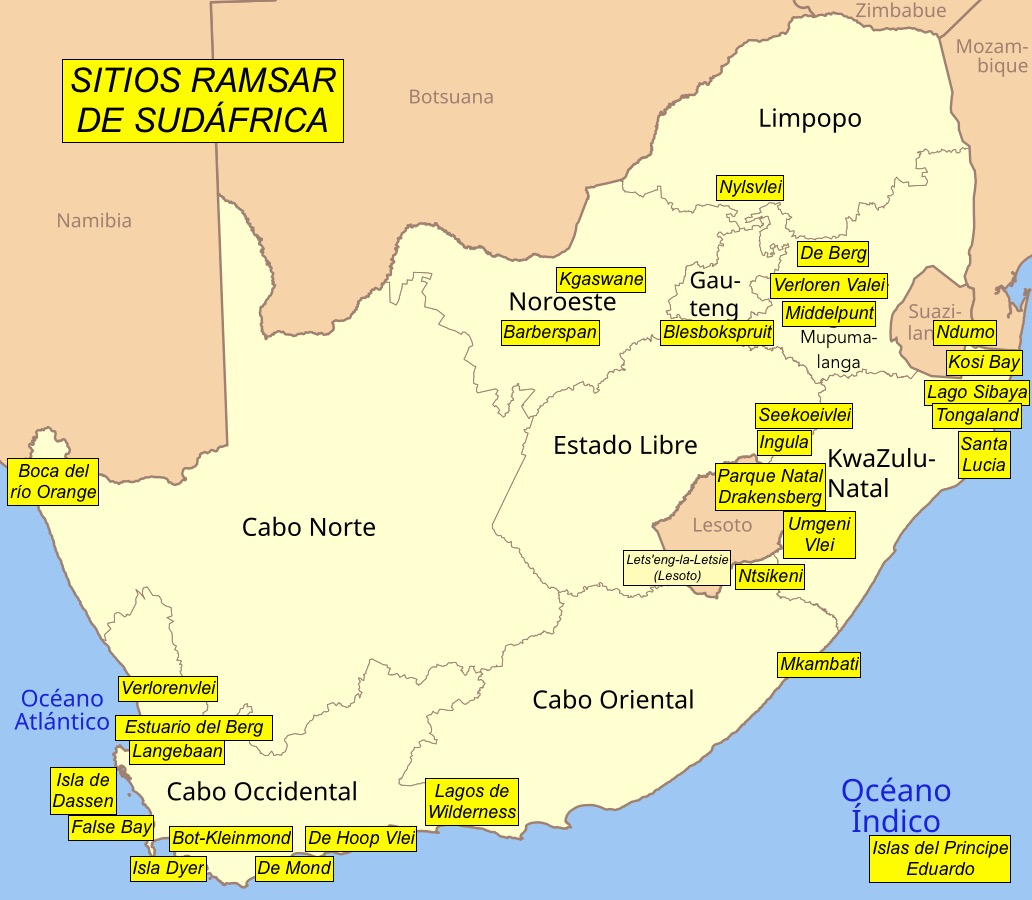
Sitios Ramsar de Sudáfrica

En Sudáfrica había, a principios de 2025, 31 sitios Ramsar que cubrían una superficie de unos 5847,9 km². El más antiguo es De Hoop Vlei ('La charca de la esperanza' en afrikáans), creado en 1975 en la Provincia del Cabo Occidental, y el más reciente el de la Reserva natural de Mkambati, creado en 2025 en la Provincia del Cabo Oriental. Cuatro de estos lugares, la Playa de las Tortugas y arrecifes de coral de Tongaland, el sistema lagunar de Kosi Bay, el sistema del lago Santa Lucia y el lago Sibaya, forman parte del Parque del Humedal de iSimangaliso, patrimonio de la Humanidad, que ocupa 280 km de costa y cubre 3.280 km². La palabra vlei, que aparece a menudo, significa en afrikáans lago poco profundo o humedal.

## Provincia del cabo Oriental

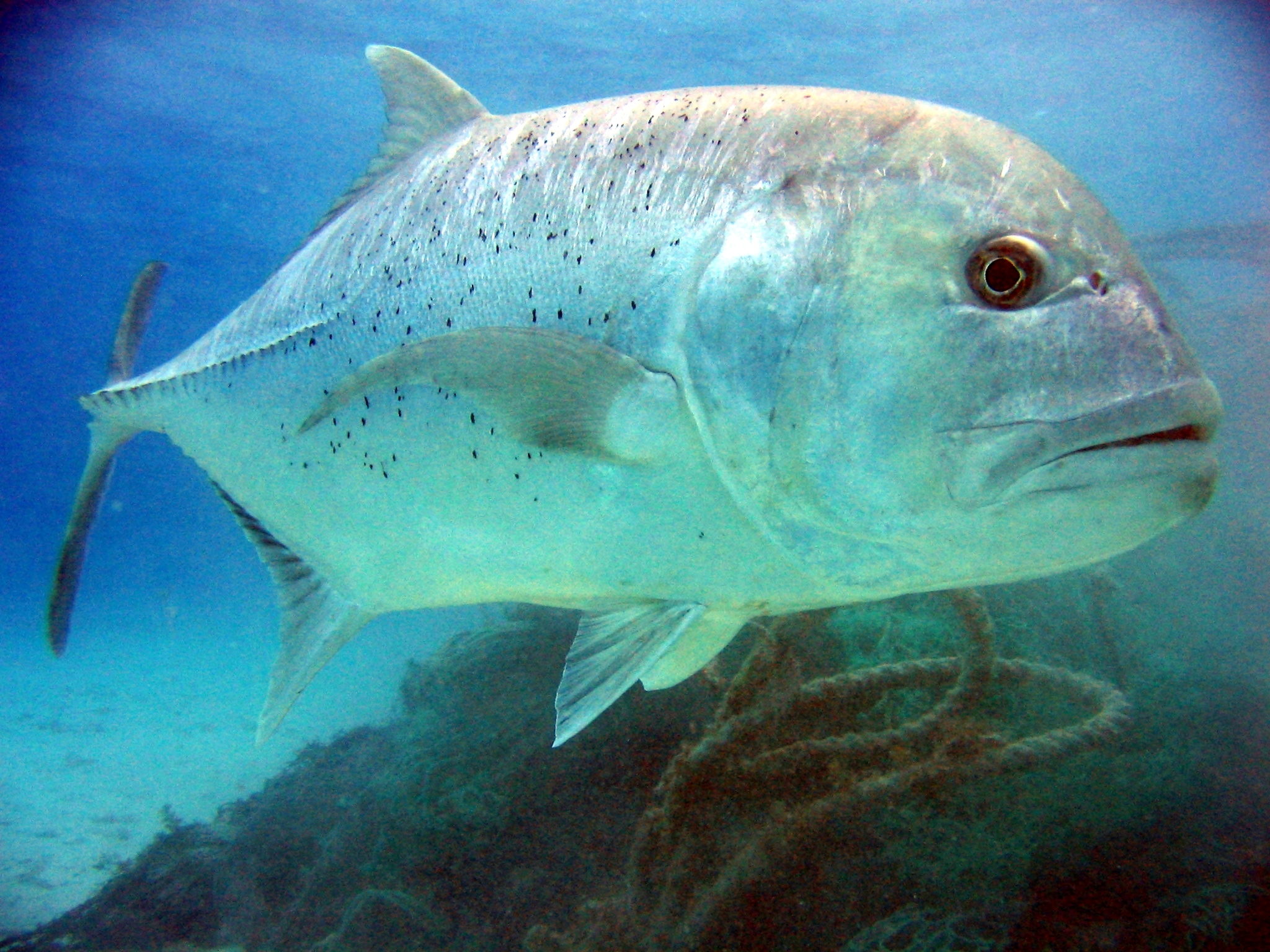
Jurel gigante, que se encuentra en la Reserva natural de Mkambati

Mapa de las provincias de Sudáfrica

- Reserva natural de Mkambati, 77,2 km2, desde 2025, número Ramsar 2554. En la costa del océano Índico. Posee diversos ecosistemas, entre los que se encuentran bosques pantanosos y estuarios, de los que los dos mayores son los formados por los ríos Msikaba y Mtentu. Se encuentra en Pondolandia,[4] una amplia zona en el cinturón costero de la Provincia del Cabo Oriental que se caracteriza por su biodiversidad endémica. Mkambati se encuentra en el Centro de endemismos de Pondolandia, una zona de 1880 km2 que se extiende entre el río Mtumvuna en Port Edward, y el río Kei, con una amplitud máxima de 16 km tierra adentro.[5] Un estudio realizado en cuatro lugares de la zona, en el sitio Ramsar de Mkambati, la garganta de Oribi, la Reserva natural de Umtamvuna y Port St Johns reveló 2253 especies de plantas, de las cuales, 196 son endémicas, pero solo 16 aparecen en los cuatro sitios. En Mkambati se encuentran, entre otras Cryptocarya natalensis, Apodytes abbottii, Bauhinia bowkeri y Ceropegia tenella. Entre los animales, el lagarto Acontias poecilus, la rana Natalobatrachus bonebergi, los peces Acanthopagrus vagus, Argyrosomus japonicus y Oreochromis mossambicus o tilapia de Mozambique, así como el escarabajo Copelatus mkambati. Los estuarios de Mkambati y Mtentu son vitales como áreas de cría, mientras que en las aguas más calientes del estuario de Mtentu se refugia el jurel gigante o Caranx ignobilis. Los ríos, cascadas y humedales son de una limpieza excepcional y desde 2008 es reserva natural estricta.[6][7]

## Provincia del Estado Libre
- Reserva natural de Seekoeivlei, 47,5 km², 27°35′S 29°35′E. Sitio Ramsar 888. Provincia del Estado Libre, en el centro del país, en la meseta del Alto Veld, a unos 2000 m de altitud en torno al pueblo de Memel. En el humedal, donde se encuentran los ríos Pampoenspruit y Klip, afluente este del río Vaal, y este a su vez del Orange, viven unas 250 especies de aves, hipopótamos y cebras. Está amenazado, pues provee de agua a la provincia industrializada de Gauteng. Está formado por lagunas, llanuras que se inundan estacionalmente, pantanos, pozas y turberas.[8][9]

## Provincia del Cabo Occidental
- Reserva natural de De Mond. Estuario de Heuningnes, 918 ha, 34°42′S 20°06′E. Sitio Ramsar 342. En la boca del río Heuningnes, donde hay una reserva privada, entre los pueblos de Arniston y Struisbaai. Se han catalogado 180 especies de aves. Dunas cambiantes, árboles Sideroxylon inerme, fynbos costero, reptiles, crustáceos y caballitos de mar.[10][11]

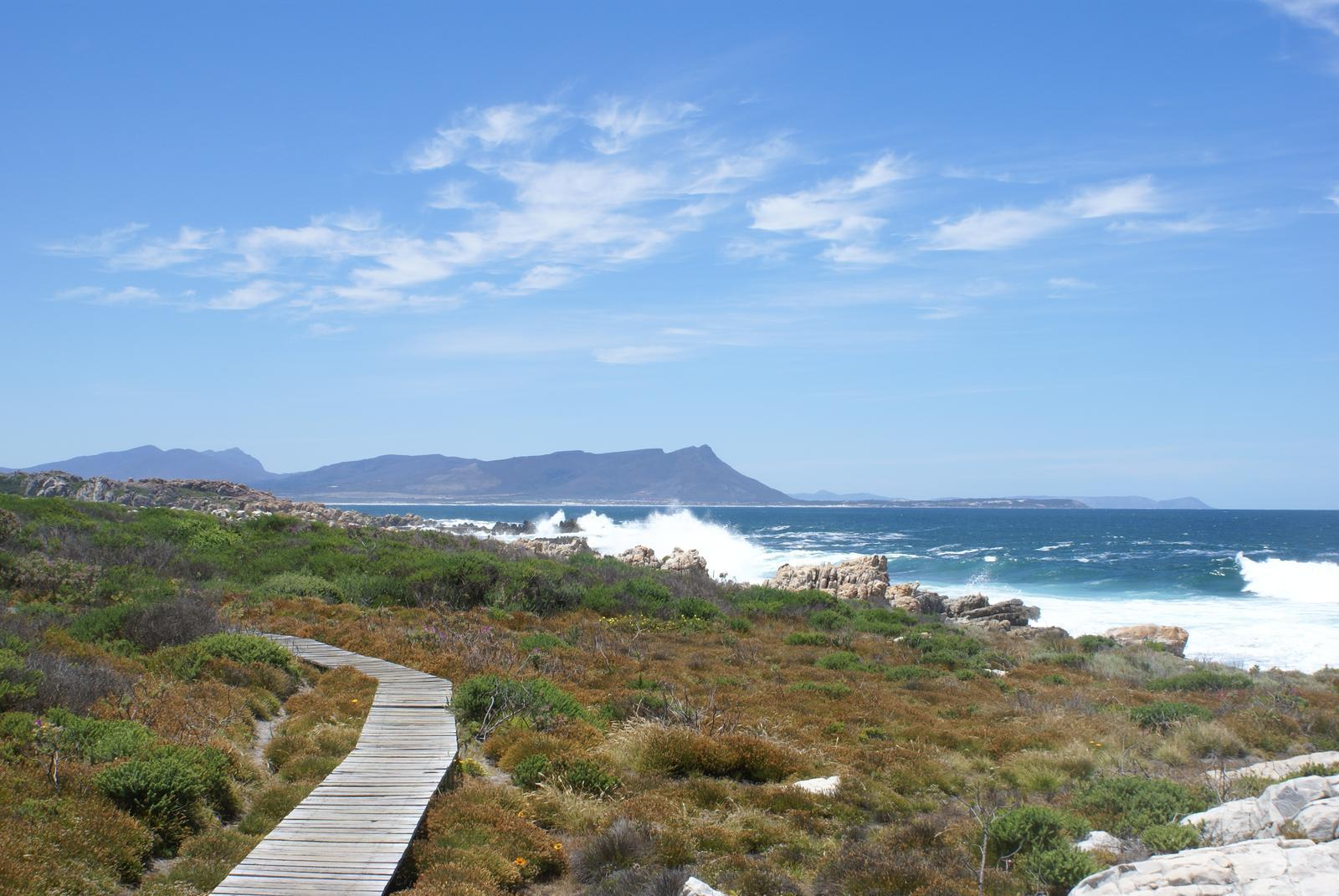
Sendero en la Reserva natural de Kleinmond.

- Sistema del estuario de Bot-Kleinmond, 13,5 km², 34°20′S 19°06′E, sitio Ramsar 2291, en la provincia de Cabo Occidental. Se trata de un lago de estuario flanqueado por pizarras muy degradadas y montañas orientadas perpendicularmente a la costa (Botrivier Vlei). La laguna del río Bot (Bot River Lagoon), o Estuario del río Bot, en la boca del río, entre Kleinmond, Hawston y Fisherhaven, separada del mar por una barra de arena de entre 100 y 20 m de ancho y 3 a 6 m de anchura. pertenece a la biorregión de Agulhas. El 60 por ciento del frente occidental de la laguna está ocupado por la Reserva natural de Rooisand,[13] que actualmente forma parte de la Reserva de la biosfera de Kogelberg, que forma parte del patrimonio de la humanidad en el apartado Áreas protegidas de la región floral del Cabo,[14] en este caso, el fynbos. En el estuario de Bot-Kleinmond, se reúnen unas 86 especies de aves en el periodo seco de verano, de las que la más abundante es la focha moruna.[15]

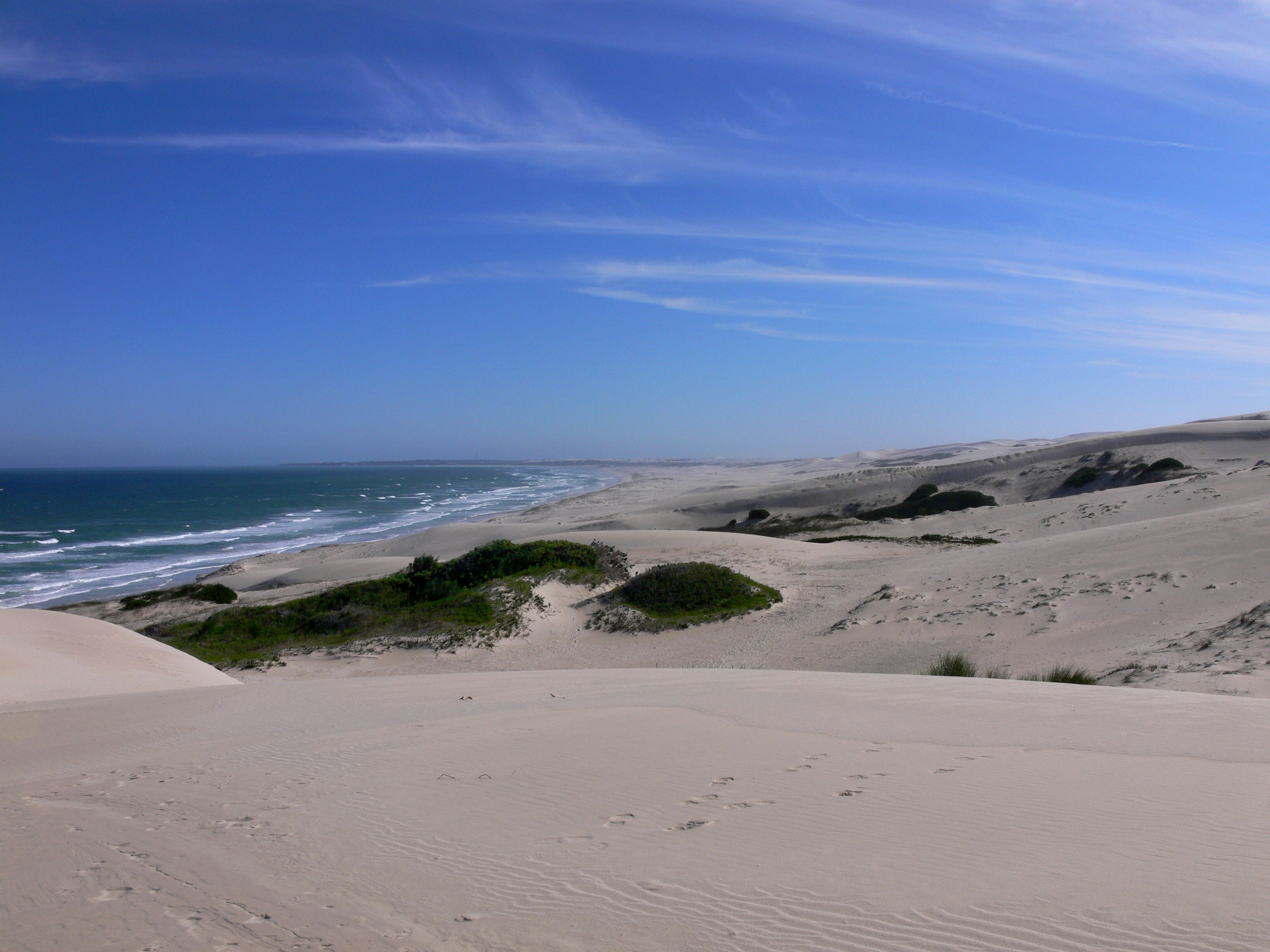
Reserva natural De Hoop Vlei

- De Hoop Vlei, 750 ha, 34°27′S 20°23′E, sitio Ramsar 34, en la provincia Cabo Occidental. Lago costero con variaciones estacionales de nivel y salinidad, formado cuando las dunas bloquean el curso del río Sout. El lago tiene 18 km de longitud y 500 m de anchura con una superficie de 6,2 km2. La profundidad varía entre un máximo de 7 m en época de lluvias, a casi completamente seco. En dos ocasiones alcanzó los 30 km2. La lluvia promedio es de 380 mm, con un máximo en agosto. Las orillas están desnudas, salvo algunas matas de Phragmites australis en las zonas de los manantiales. En el agua, hay extensos lechos de Potamogeton pectinatus. Hay unas 259 especies de aves, 75 acuáticas, entre ellas pelícano común, avetorillo común, cigüeña negra, flamenco rojo, flamenco chico, pagaza piquirroja y chorlitejo pálido.[16]

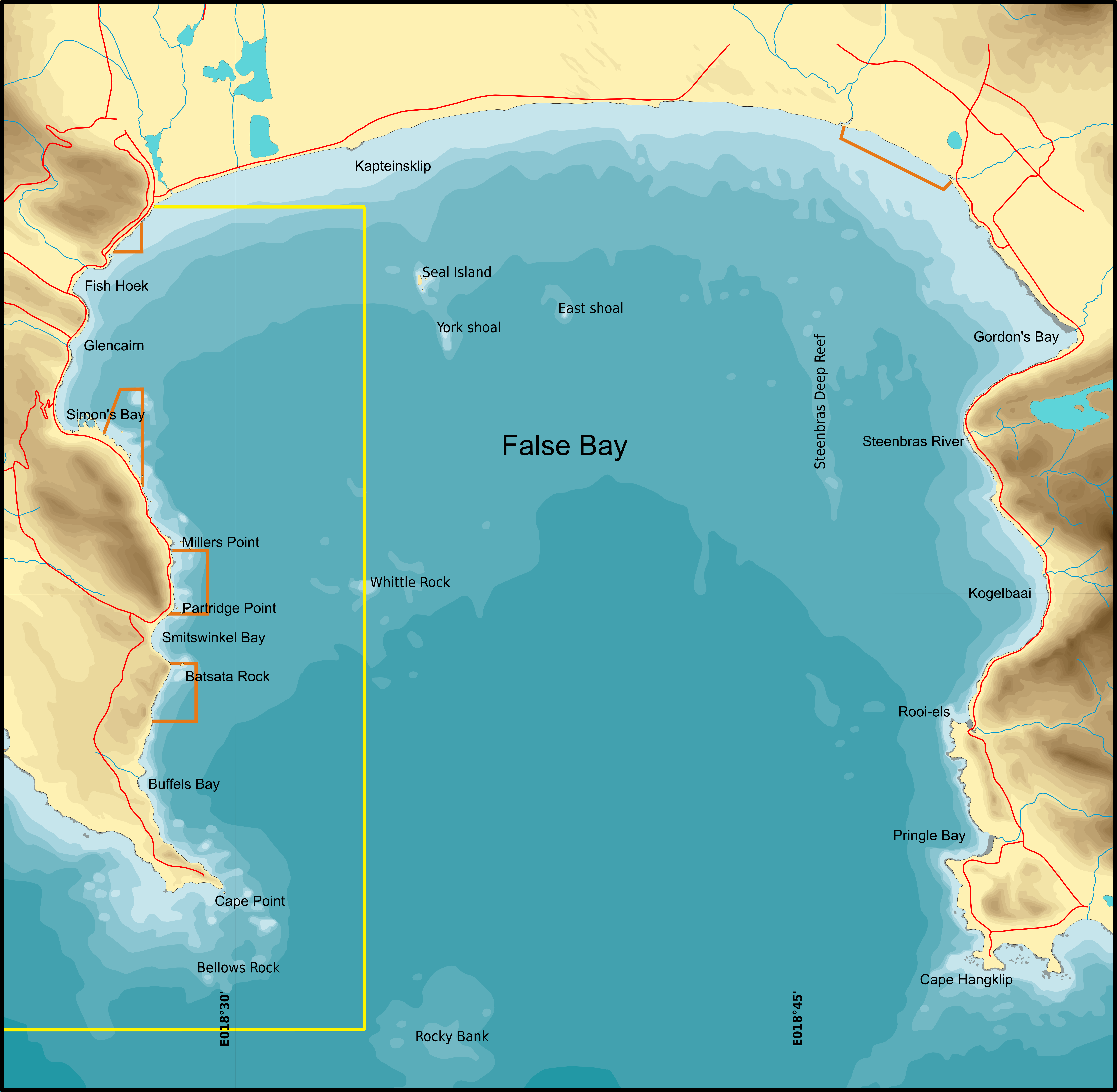
Reserva natural de False Bay. El sitio Ramsar se encuentra en la parte superior a la izquierda, donde se pueden ver las lagunas.

- Reserva natural de False Bay, 15,4 km², 34°03′S 18°29′E, sitio Ramsar 2219, en la provincia Cabo Occidental, entre False Bay y Table Bay. Consiste en una mitad de aguas permanentes y otra mitad de tierra que incluye una variedad de fynbos, el Cape Flats Sand Fynbos (CFSF)[17] y la vegetación endémica costera de matorrales del Cape Flats Dune Strandveld, La reserva contiene dos lagos, de los que Rondevlei es el área protegida, mientras Zeekoevlei es un área residencial. En ambas hay una gran población de aves acuáticas, hasta 228 especies, entre ellas pelícanos y flamencos. También hay hipopótamos, nutria de mejillas blancas, mangosta de agua, ginetas y hasta 256 especies de plantas.[18]

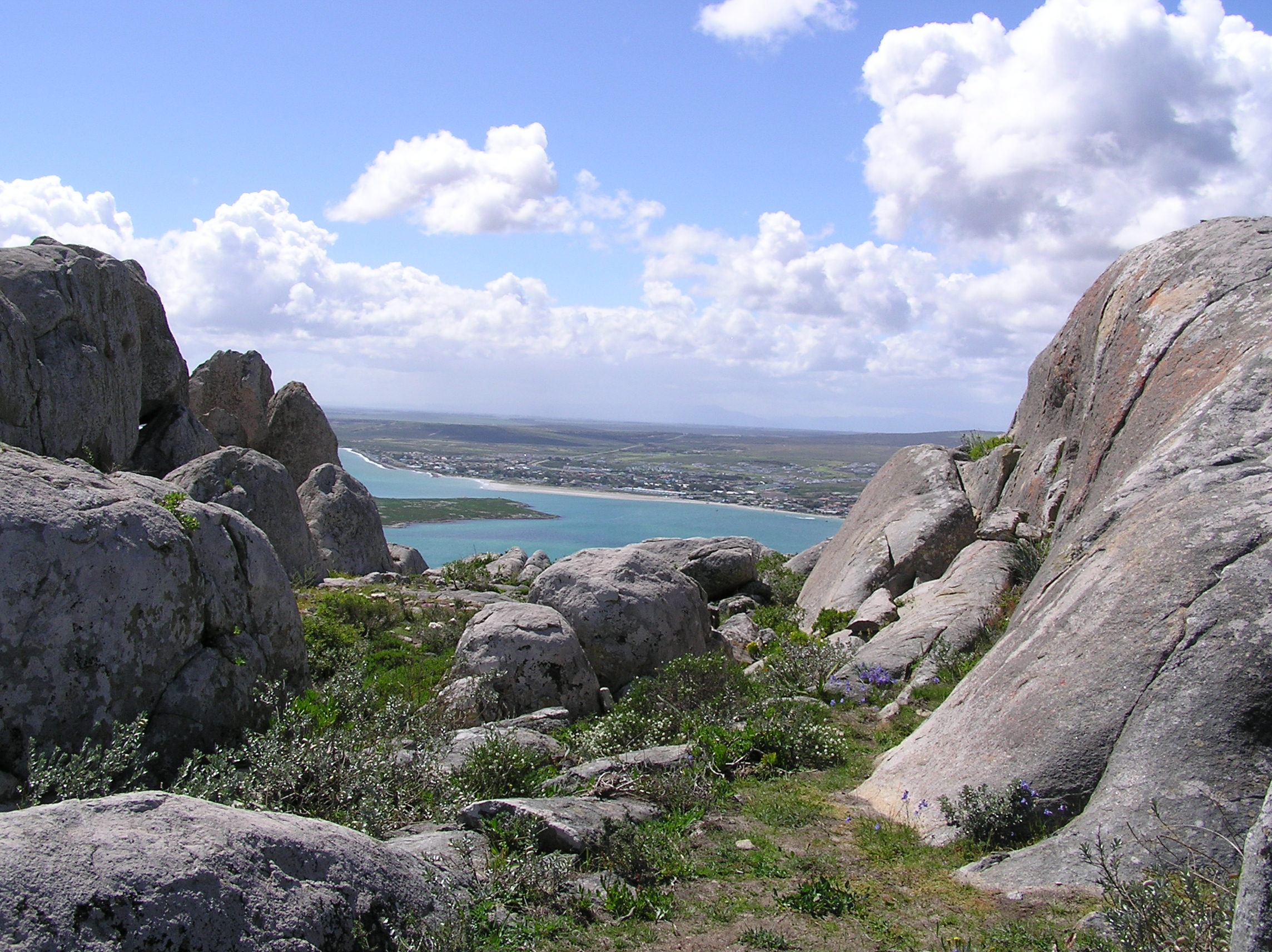
Vista de la laguna de Langebaan desde el Parque nacional Costa Occidental

- Langebaan, 60 km², 33°09′S 18°04′E, sitio Ramsar 398, en la provincia Cabo Occidental. En el sudoeste, junto al océano Atlántico y dentro del Parque nacional Costa occidental (West Coast o Langebaan). También es reserva de la biosfera de la Unesco y IBA de BirdLife International por su importancia avícola. Se trata de una estrecha laguna marina que posee islas, arrecifes, dunas, extensas marismas (sin aportación de agua dulce) y áreas cubiertas de matorral. Amplia población de mariscos, crustáceos y macroalgas. En verano, hay unas 55.000 aves acuáticas, con 23 especies de limícolas. Abundante población humana en los alrededores.[19]

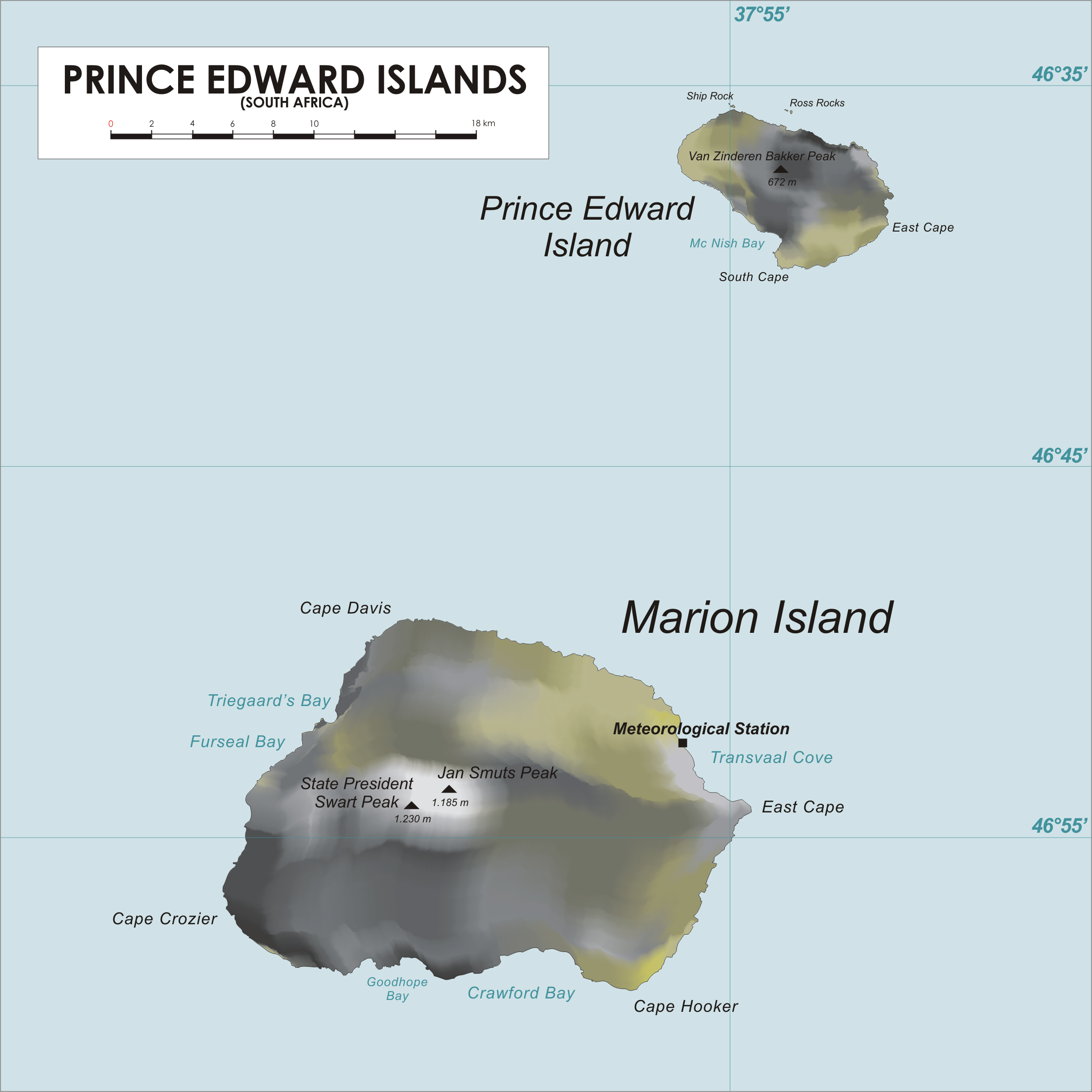
Islas del Príncipe Eduardo. La más pequeña de la parte superior es la isla del Príncipe Eduardo, la más grande es la isla de Marion.

- Islas del Príncipe Eduardo, 375 km², 46°52′S 37°46′E, sitio Ramsar 1688, en la provincia Cabo Occidental, en el océano Índico, a 1.770 km de Puerto Elizabeth. Dos islas subantárticas y de origen volcánico: la isla Marión, de 290 km², y la isla Príncipe Eduardo, de 45 km². Son islas muy lluviosas (2400 mm) y frescas (media anual de 5,5.oC), con tres tipos de paisajes, las tierras altas desprovistas de vegetación (1.242 m en Marión y 672 m en la Príncipe), las vertientes bien drenadas y cubiertas de vegetación, y las llanuras costeras poco drenadas con humedales, pantanos, pozas, cascadas, corrientes, lagos de cráter, costas rocosas, acantilados, playas de arena e islotes. Abundan las aves marinas como el albatros viajero, la pardela gorgiblanca, el albatros ahumado y el albatros pico amarillo del Índico. Hay tres especies de pingüinos, el pingüino rey, el pingüino macaroni y el Eudyptes chrysocome filholi. Están prohibidos el turismo comercial y la pesca en aguas territoriales. Las islas, anexionadas en 1947 y 1948, están destinadas a la actividad científica, aunque la pesca ilegal de merluza negra ha causado reducciones en peces y aves marinas en alguna ocasión.[20]

- Reserva natural de Verlorenvlei, 15 km², 32°20′S 18°25′E, sitio Ramsar 525, en la provincia Cabo Occidental, entre el pueblo de Elands Bay y Redelinghuys. Es uno de los lagos más grandes del tipo estuario y un gran humedal. Hay unas 75 especies de aves y entre 5000 y 20.000 ejemplares. En época seca, hay numerosos flamencos.[21] El lago se conecta con el mar por un estrecho canal que está virtualmente cerrado por una barra de arena y otras construcciones, de ahí que en los mapas aparezca como un embalse.[22]

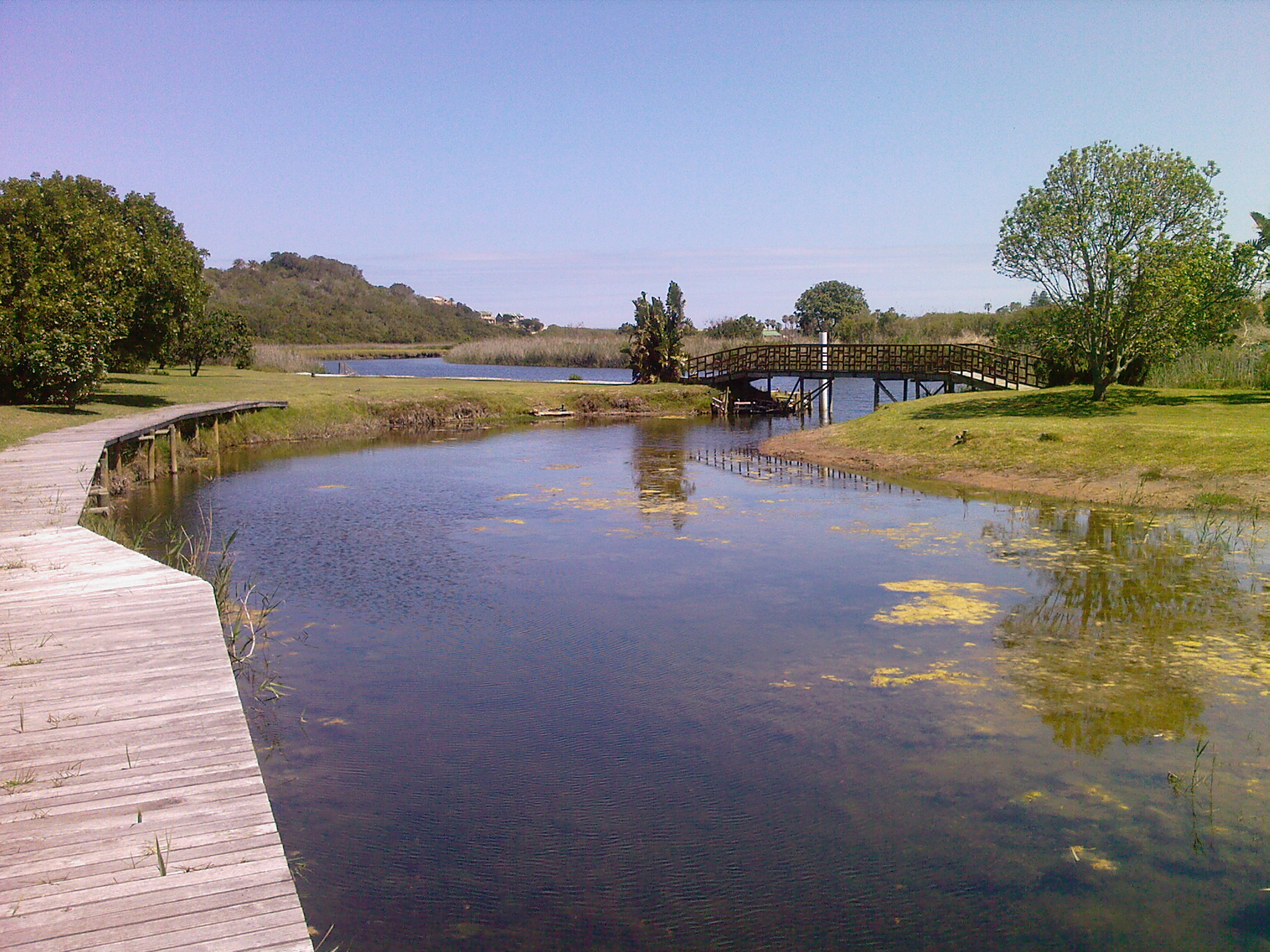
Parque nacional Wilderness

- Lagos de Wilderness, 13 km², 33°59′S 22°40′E, al sur de la provincia Cabo Occidental, frente al océano Índico. Son tres lagos costeros interconectados; de este a oeste, los embalses de Rondevlei, Bo-Langvlei y Onder-Langvlei, este último conectado más al oeste con el río Touws River. Incluye un sistema de dunas, con matorrales, bosques, pantanos y cañaverales. Están embalsados para controlar las inundaciones. Forman parte del Parque nacional Wilderness, de 1.210 km².[23]

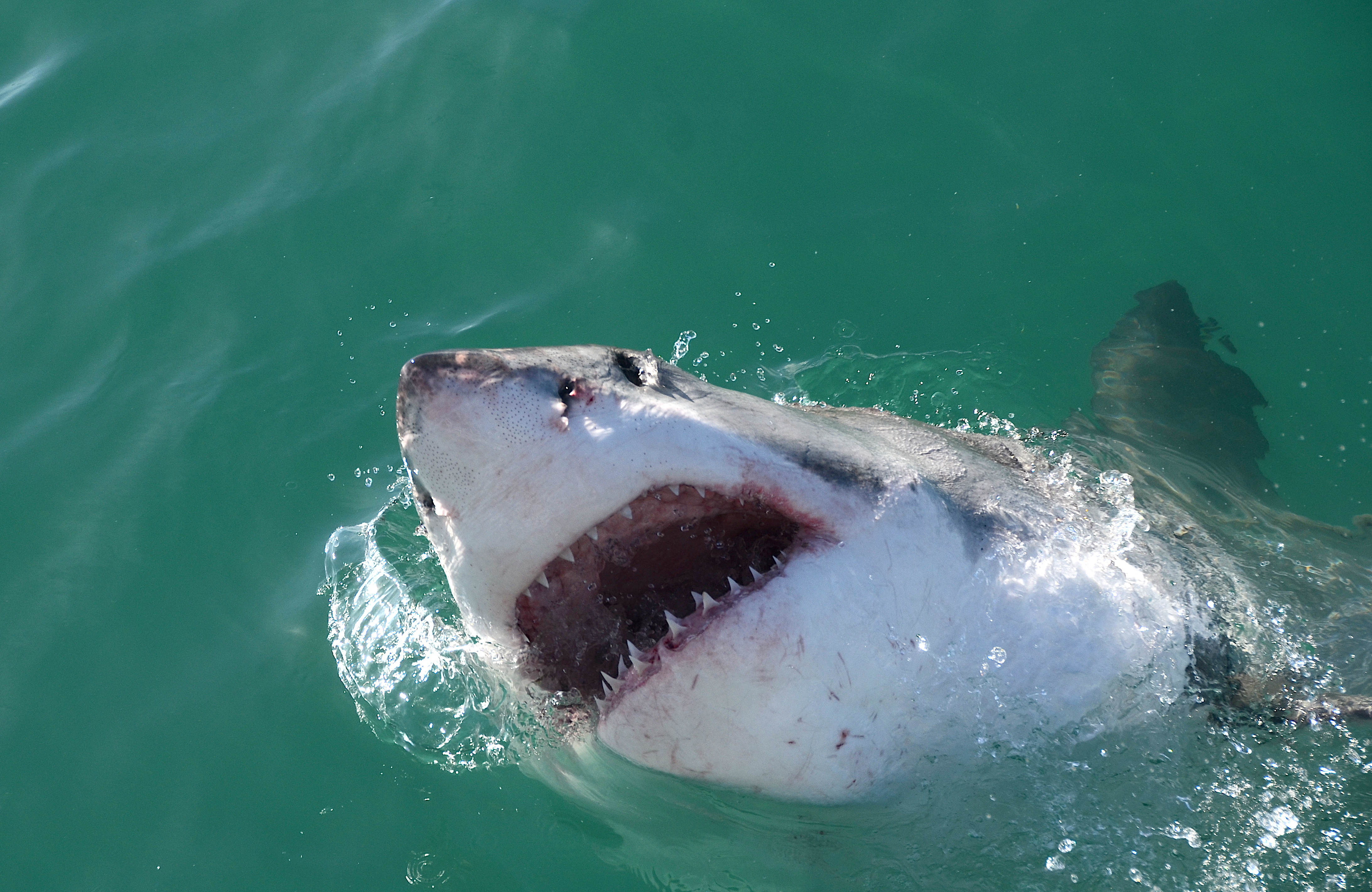
La isla Dyer es conocida por sus grandes tiburones.

- Reservas naturales provinciales de la isla Dyer y de la isla Geyser, 288 ha, 34°41′S 19°24′E, en la provincia Cabo Occidental, entre False Bay y el cabo de las Agujas. Geyser es un roquedo, pero Dyer es más grande y alberga en su parte sur unos 50.000 lobos marinos, que se alimentan entre las dos islas, en un pasaje conocido como avenida de los tiburones. También hay numerosas aves marinas y varias decenas de miles de pingüinos.[24]

- Reserva natural de la isla de Dassen, 73,7 km², al norte de Cape Town, en la provincia Cabo Occidental, en el océano Atlántico, en la zona de surgencia de la corriente de Benguela, una corriente fría, rica en nutrientes. La isla está formada por una plataforma interior arenosa, una costa rocosa y bosques de algas. En esta zona abundan los cetáceos, el pingüino de El Cabo, el cormorán de El Cabo, el cormorán de bajío y el pelícano.[25]

- Sitio Ramsar del estuario del Berg, 11,63 km2, desde 2022, número Ramsar 2466. Tramo inferior del río Berg, 140 km al norte de Ciudad del Cabo. Posee una vegetación única, entre la que figuran la azucena acuática, Bassia diffusa, Bolboschoenus maritimus y  Zostera capensis. Se han registrado unas 127 especies de aves acuáticas, entre ellas el cormorán de El Cabo y la pagaza piquirroja. Entre los peces, la herrera del Cabo y el sargo austral.[26] Una zona más amplia de 66,2 km2, es designada IBA, zona de interés para las aves, por BirdLife International, con unas 250 especies. Se extiende 160 km aguas arriba de la desembocadura, hasta las fuentes del río en Franschhoek y los montes Drakensberg.[27]

## Provincia del Noroeste
- Reserva natural de Barberspan, 31,2 km², 26°35′S 25°35′E. Sitio Ramsar 35, en la provincia del Noroeste. Uno de los pocos lugares de aguas permanentes en la meseta del Alto Veld. Aguas alcalinas rodeadas de herbazales. Comunidad de plancton y peces, y estacionalmente importante para las aves. Contiene el Santuario de Aves de Barberspan, de 20 km², entre Delareyville y Sannieshof. Lagunas secas, alimentadas intermitentemente por el río Harts. Se han catalogado 365 especies de aves, entre ellas pelícanos y flamencos.[28]

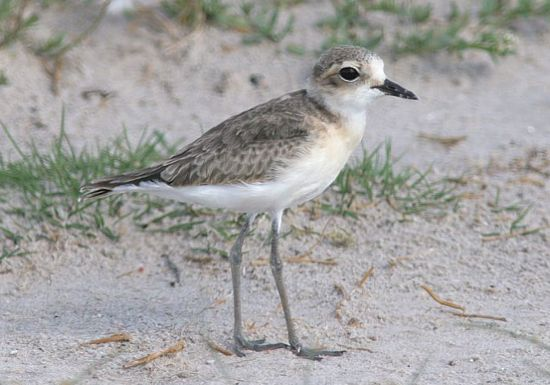
Chorlitejo pecuario en el Santuario de aves de Barberspan.

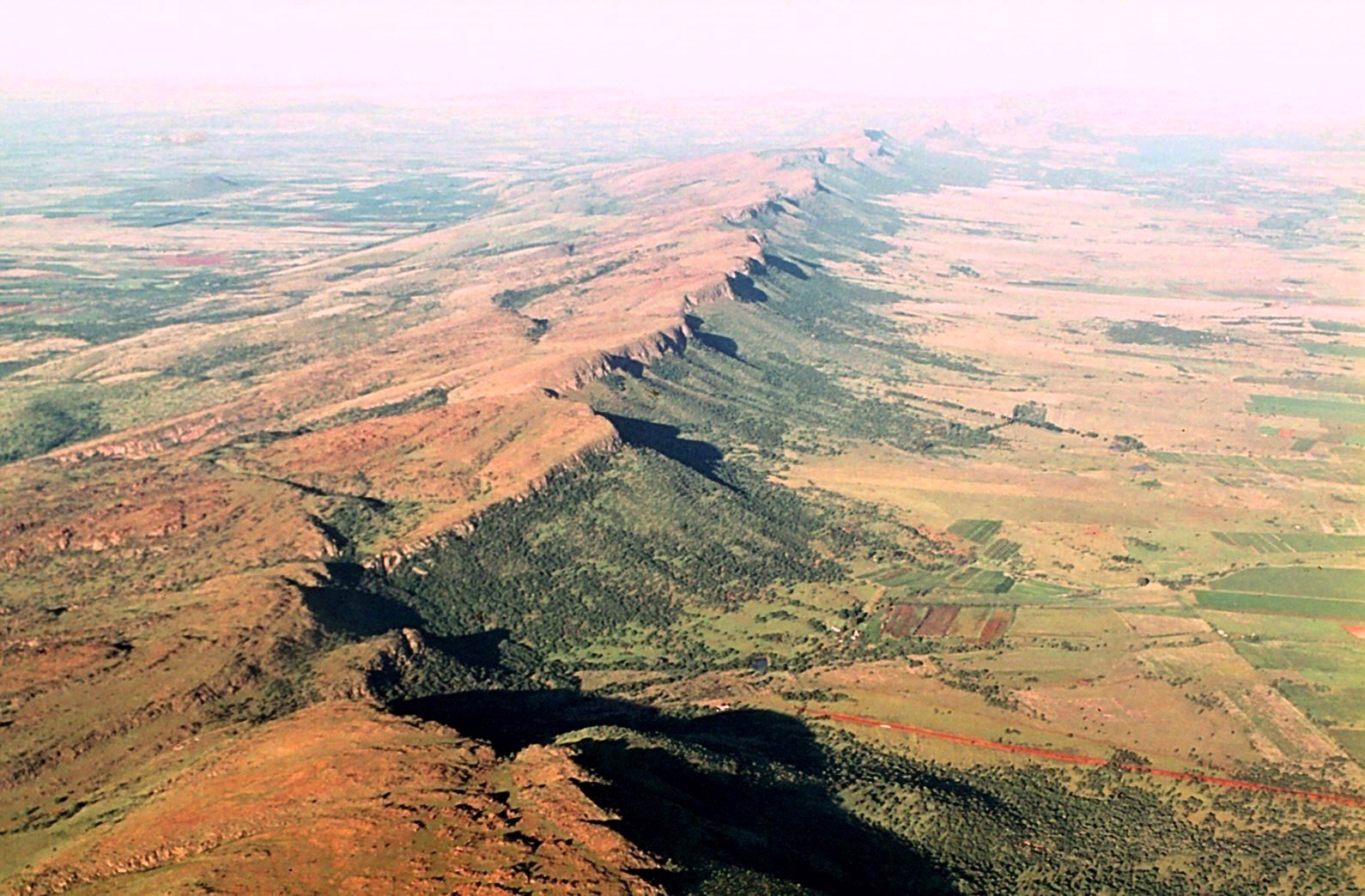
Sierra de Magaliesberg

- Reserva de montaña de Kgaswane, 49,5 km², 25°43′S 27°12′E, sitio Ramsar 2385, cerca de Rustenburg, en la provincia del Noroeste. En la cumbre, vertientes orientales y colinas de Magaliesberg, una de las sierras más antiguas del mundo. Es parte de la Reserva de la biosfera de Magaliesberg, y está compuesta de dos regiones geomorfológicas, las altas mesetas y los valles, que recogen numerosas corrientes que se filtran entre las grietas de las rocas. Las crestas están peladas, más abajo hay praderas, matorrales y bosque mixto, con zonas de fynbos y especies amenazadas de plantas como Frithia pulchra y Aloe peglerae. Hay unos 500 ejemplares de antílope, entre ellos el redunca de montaña, el gran kudú y el antílope sable, depredadores como el leopardo y uns 320 especies de aves, como el águila marcial.[29][30]

## Provincia de KwaZulu-Natal

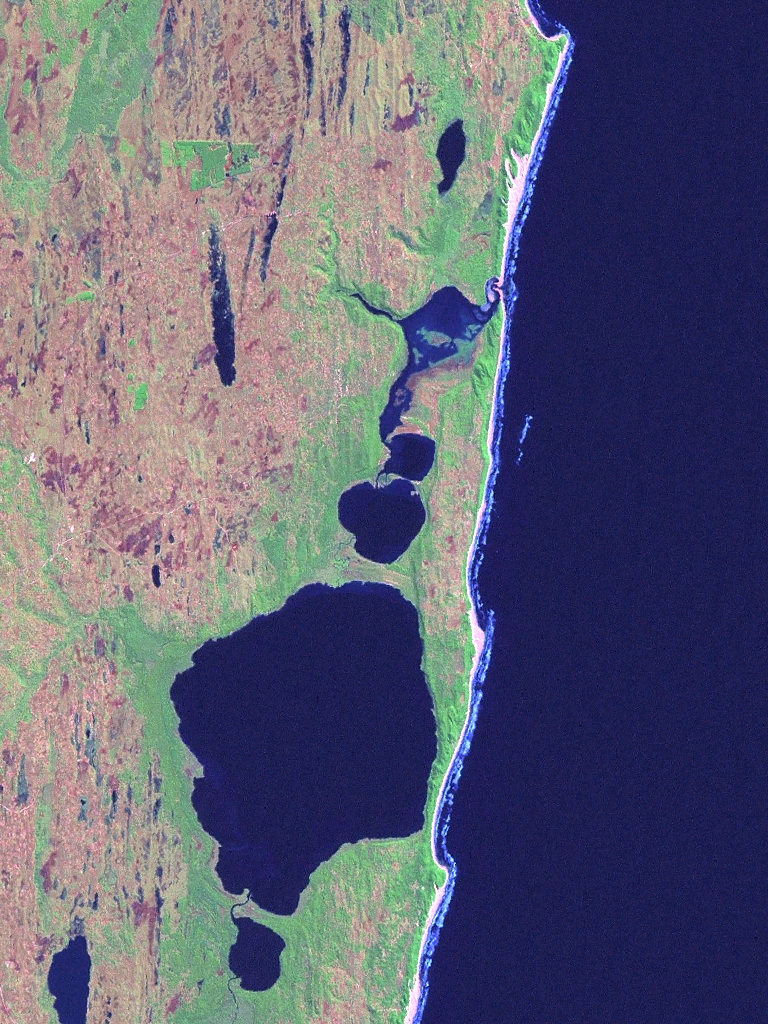
Kosi Bay vista desde satélite

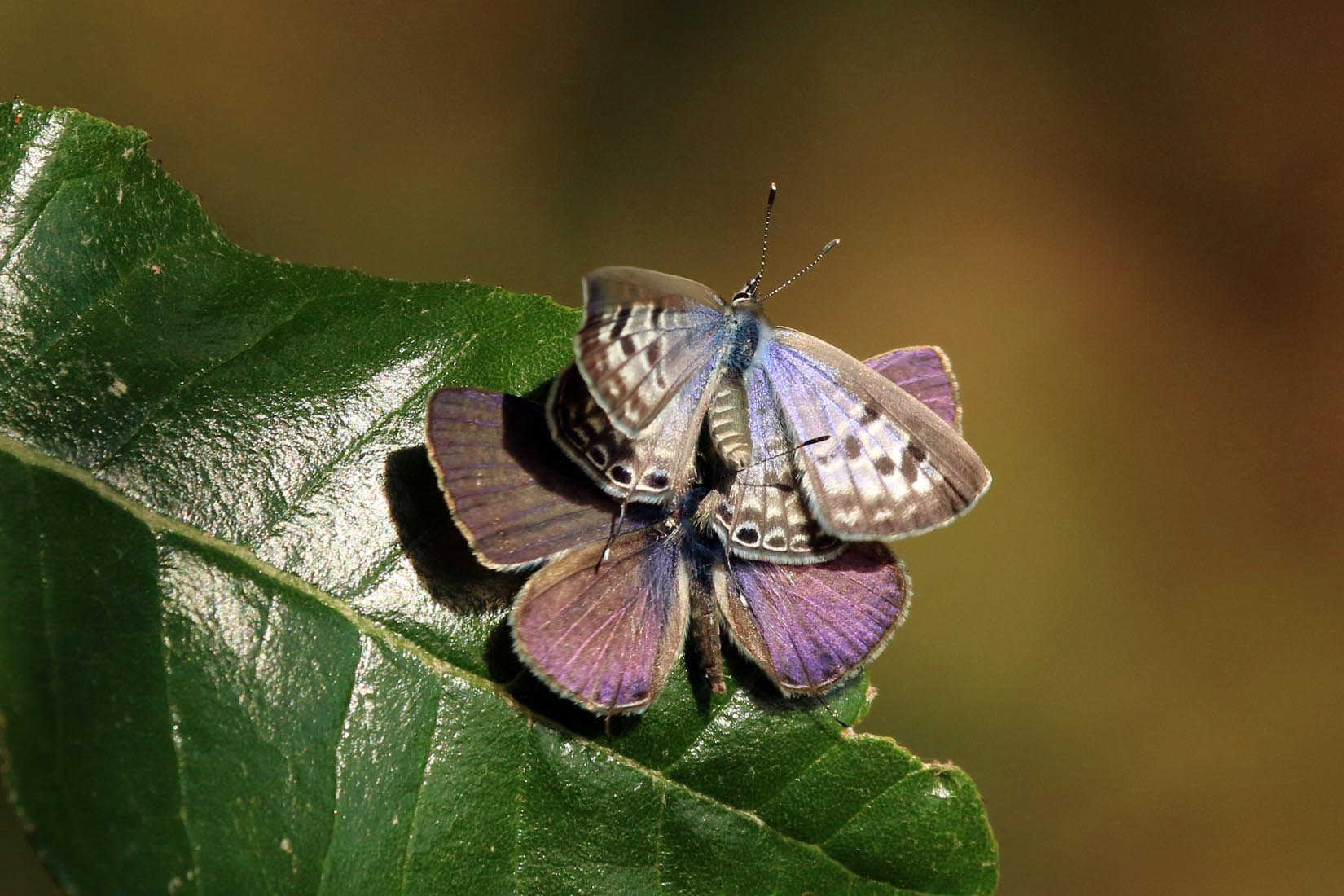
Leptotes pirithous fotografiada en el lago Sibaya, en Sudáfrica

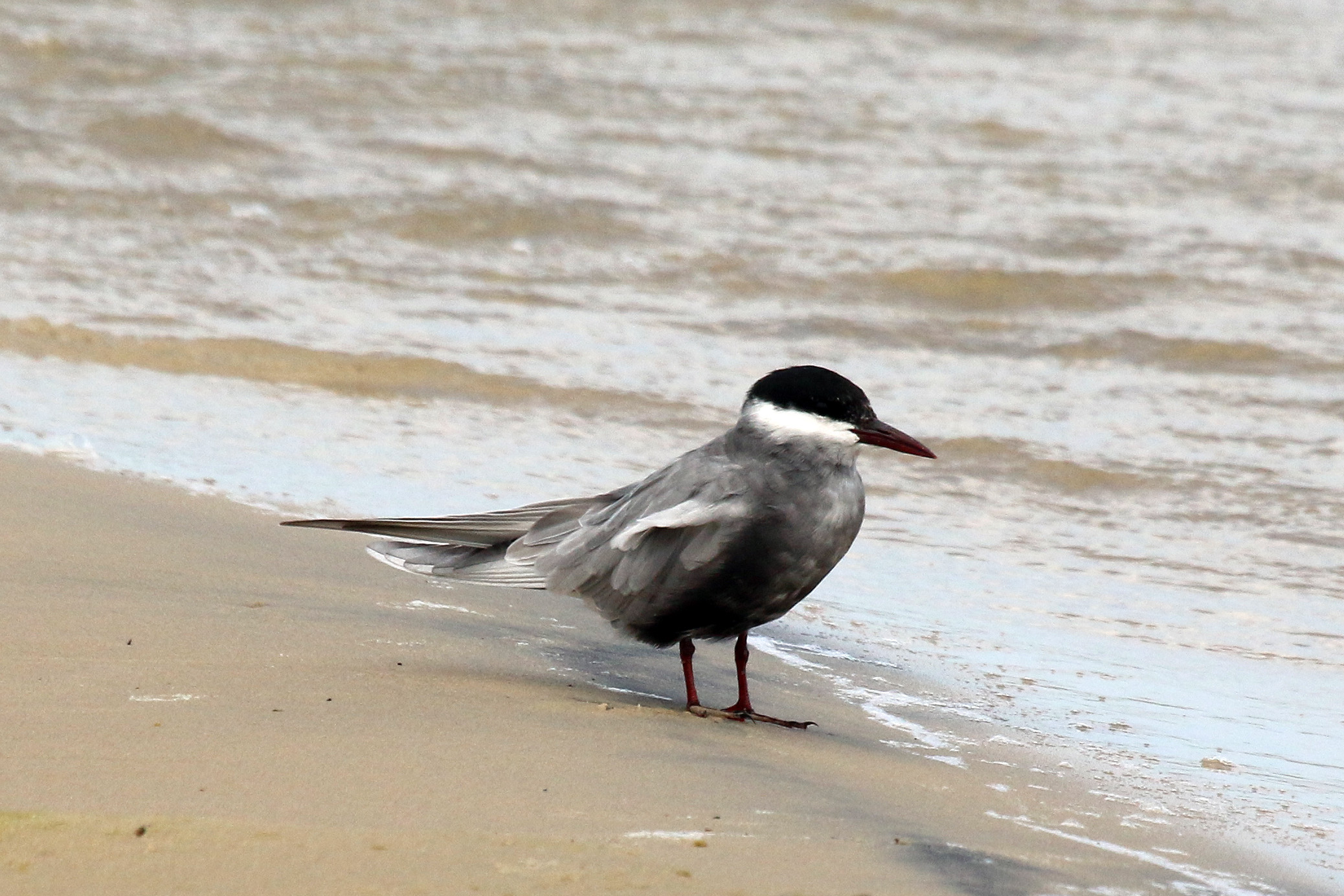
Fumarel cariblanco en el lago Sibaya

- Playa de las Tortugas y arrecifes de coral de Tongaland, 395 km², 27°29′S 32°44′E, sitio Ramsar 344, en Kwazulu Natal. Reserva marina a lo largo de una línea costera de 155 km de longitud con dunas y playas de arena que empieza al sur de cabo Vidal en el océano Índico y acaba en la bahía de Kosi, en la frontera con Mozambique. Es la principal zona de puesta de las amenazadas tortuga boba y tortuga laúd.[31] Se solapa con otras zonas protegidas, como el Parque del Humedal de iSimangaliso.[32]

- Kosi Bay, 110 km², 27°01′S 32°49′E, sitio Ramsar 527, en la provincia de KwaZulu-Natal. Reserva natural compuesta por cuatro lagos interconectados (Amanzimnyama, Nhlange, Mpungwini y Makhawulani) sujetos a la influencia de las mareas, un estuario interior (estuarine channel)[33] y tres extensos pantanos. El agua dulce procede de tres ríos permanentes. Los principales hábitats incluyen pantanos y bosque de manglares, juncos, dunas con vegetación asociada y praderas costeras. Abundan los peces y una fauna invertebrada muy diversa, con aves, mamíferos (hipopótamos, monos), mariposas y plantas endémicas. La rama tembe de los tsonga migró aquí desde el norte y practica la pesca construyendo empalizadas.[34] Forma parte del Parque del Humedal de iSimangaliso.

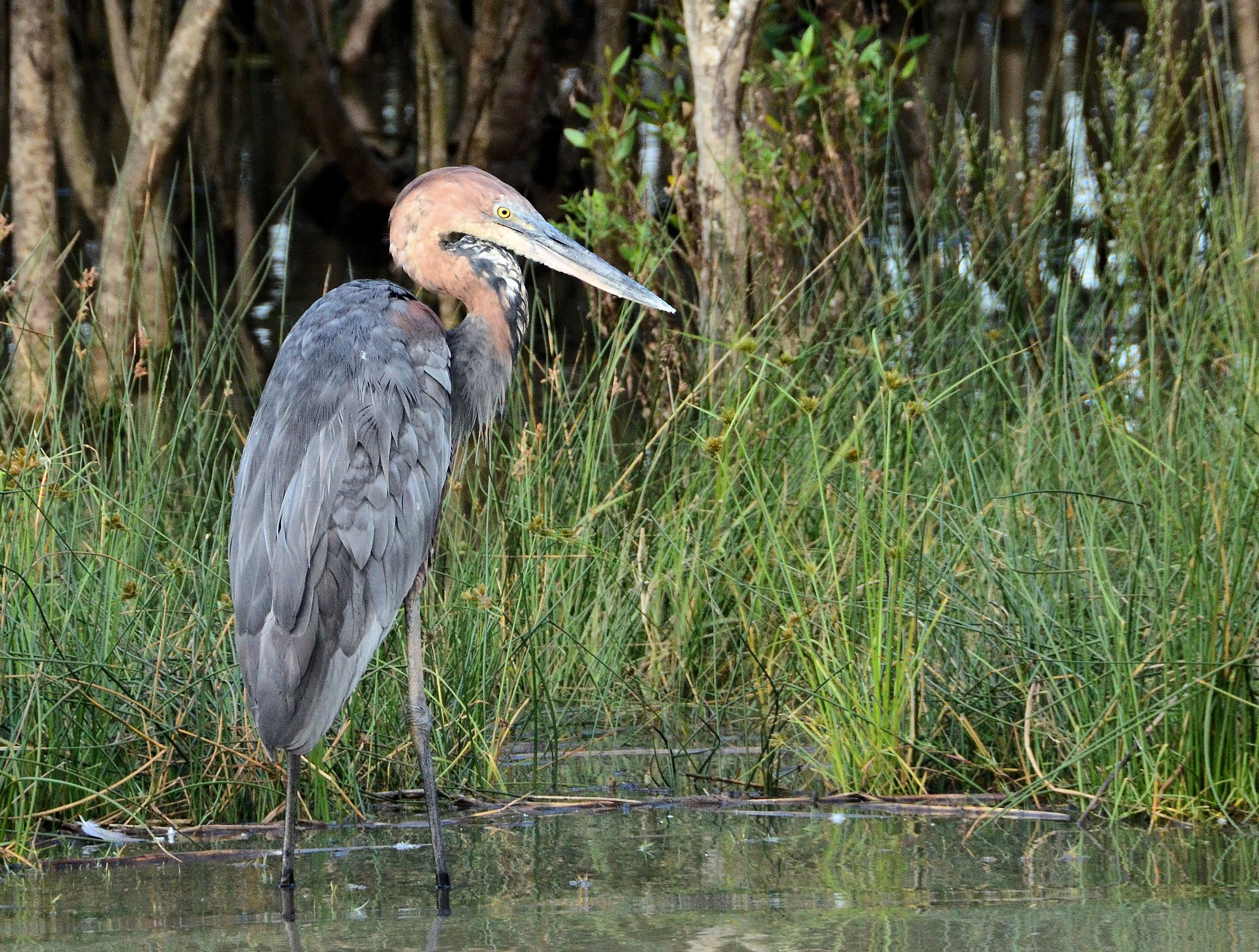
En el Parque del Humedal de iSimangaliso se encuentran hasta cuatro sitios Ramsar. En la imagen, garza goliat.

- Lago Sibaya o Sibhayi, 77,5 km², 27°20′S 32°40′E, en Maputalandia, provincia de KwaZulu-Natal, sitio Ramsar 528. Es la superficie de agua dulce más grande de Sudáfrica, separada del océano por dunas arboladas, incluye áreas de bosque pantanoso y praderas húmedas (wet grassland),[35] en un suelo con poco drenaje, con una amplia variedad de especies endémicas de reptiles, peces, aves (279 especies y más de 20.000 individuos), mamíferos y plantas. Hipopótamos y cocodrilos, zooplancton, 43 especies de moluscos terrestres y 13 acuáticos. Provee agua a Mbazwane y Vasi. En los alrededores, predomina la ecorregión matorral de Maputalandia-Pondolandia. Forma parte del Parque del Humedal de iSimangaliso.[36]

- Parque Natal Drakensberg, 2.428 km², 29°23′S 29°24′E, sitio Ramsar 886, en la provincia Kwazulu-Natal, en el centro-este del país. Reserva natural, reserva de caza, parque provincial (Parque Nacional Royal Natal) y bosque estatal. Un área muy agreste con tres zonas diferenciadas por la altitud, que es importante como cabecera de tres grandes ríos entre Sudáfrica y Lesotho porque cubre parte de la cordillera Drakensberg. Coincide con el Parque de uKhahlamba-Drakensberg que, junto con el Parque nacional de Sehlabathebe, en Lesoto, forma el Parque Maloti-Drakensberg,[37] patrimonio de la Humanidad, con importantes pinturas rupestres del pueblo san.[38] Se encuentran especies como el buitre del Cabo y el quebrantahuesos.[39]

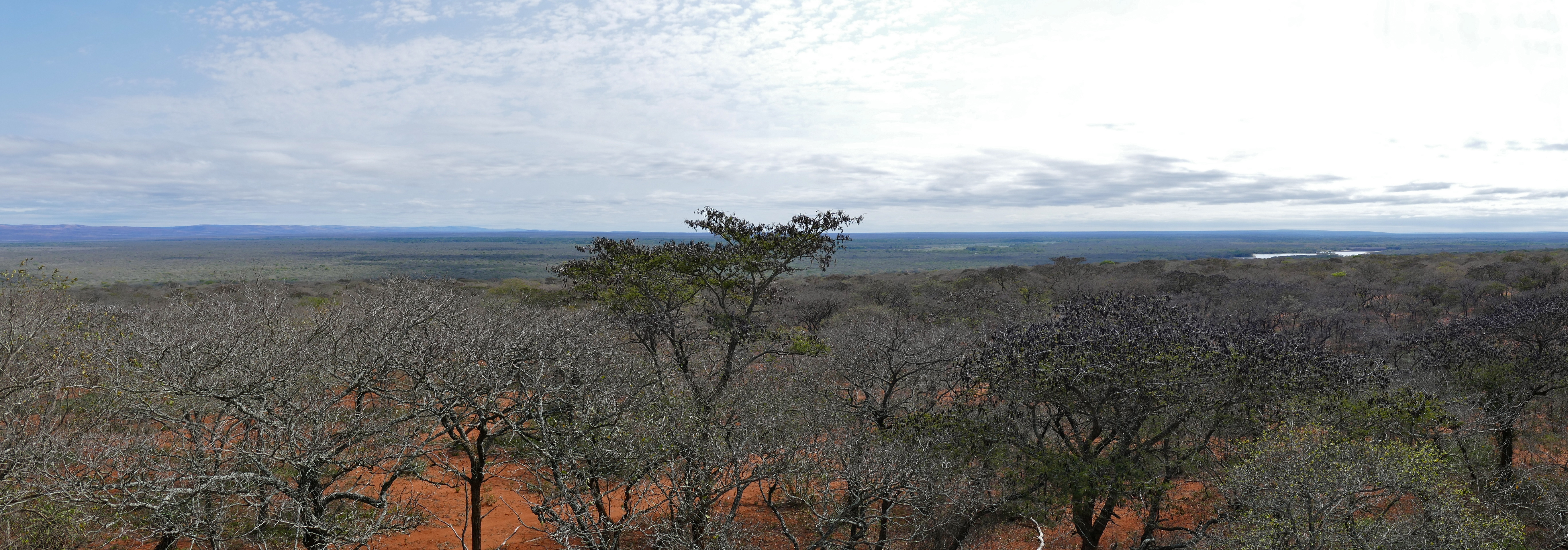
Reserva de caza de Ndumo, en la frontera con Mozambique.

- Reserva de caza Ndumo, 101 km², 26°52′S 32°15′E, sitio Ramsar 887, en la provincia de Kwazulu-Natal, distrito de Maputalandia. En la unión de los lechos de los ríos Usuthu y Pongolo, donde se forma la mayor llanura de inundación de Sudáfrica, con cinco tipos de humedales, desde agua dulce a salobre, lagos permanentes o efímeros, pantanos y pozas, así como bosques de galería. Se practica la pesca y la caza ilegal de rinocerontes blancos y negros, y corre peligro por los planes de regadío. Más de 430 especies de aves, entre ellas el búho pescador africano, el trogón de Narina, el eurilaimo africano, el conquistador oriental y el baza africano. También hay hipopótamos, cocodrilos, impalas y búfalos. No hay grandes felinos y se pueden ver elefantes en el vecino Parque de elefantes de Tembe. Forma parte del Área de conservación transfronteriza de Usuthu-Tembe-Futi.

- Reserva natural de Ntsikeni, 92 km², 30°07′S 29°28′E, en la provincia de Kwazulu-Natal. Contiene uno de los mayores humedales de altitud de Sudáfrica (10,70 km² a 1.750 m), rodeado de colinas y montañas bajas cubiertas de hierba y con algunos bosques vírgenes.[40] Segundo lugar de cría en Sudáfrica de la grulla carunculada y significativa para el anfibio Leptopelis xenodactylus, el antílope oribí y otros mamíferos.[41] Suele nevar cada año. El lago desagua en el río Umzinkulu. Se han encontrado 65 especies de orquídeas y más de 120 especies de aves.

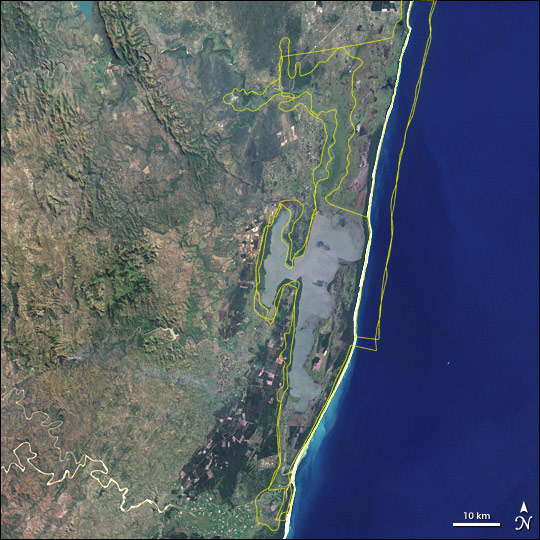
Sistema de humedales Santa Lucia

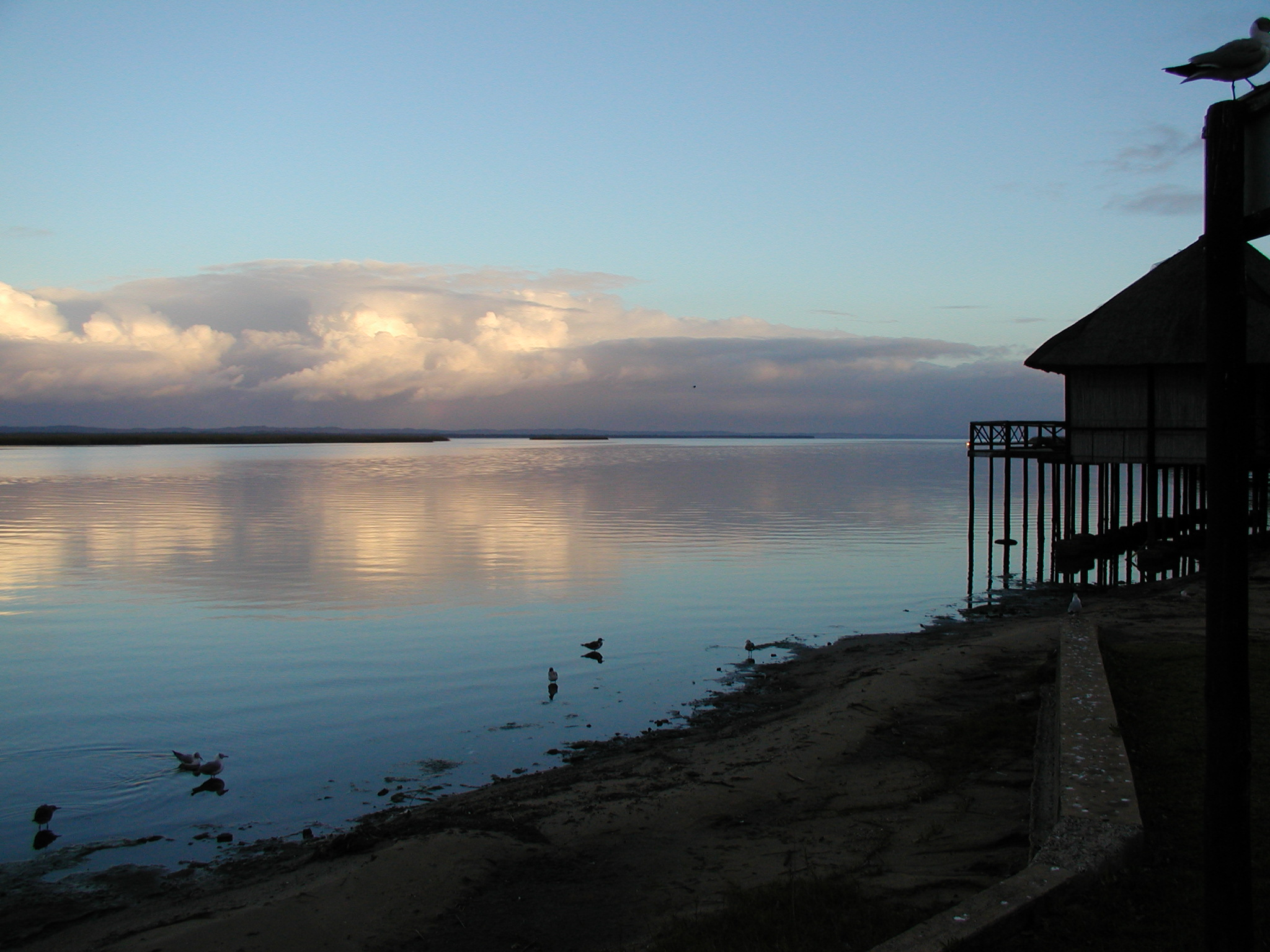
Humedal de Santa Lucía, lago principal

- Sistema de Santa Lucía, 1.550 km², 27°55′S 32°29′E, sitio Ramsar 345, en la provincia de KwaZulu-Natal. Forma parte del Parque del Humedal de iSimangaliso, de 3.280 km², que sigue la costa a lo largo de 280 km², desde la frontera con Mozambique hasta el estuario del lago Santa Lucía y comprende más de una docena de zonas protegidas. El lago estuario de Santa Lucía cubre unos 350 km²; es el centro del Patrimonio de la Humanidad de iSimangaliso. El sitio Ramsar cubre unos 80 km de largo por 23 km de ancho, cubre una zona de mar tropical, con arrecifes de coral y playas de arena, juncos y papiros al norte del lago, en uMkhuze, y sabana seca y de acacias al oeste. Hay unas 155 especies de peces, de las que 71 crían en la zona del lago, y más de 2.180 especies de plantas.[42] La mtad de las aves que pasan por el estuario anidan en él, entre ellas los flamencos. También hay hipopótamos, cocodrilos y rinocerontes. En la zona se practica la ganadería, la tala y quema y la plantación de pino ellioti.[43] El estuario está formado por cuatro regiones distintas paralelas al océano Índico, False Bay, North Lake, al norte (2 m de profundidad), y South Lake y los Narrows, al sur, que conectan con el mar. Cinco ríos abastecen el sistema, Mfolozi, Mzinene, Hluhluwe, Nyalazi y Mkhuze.[44]

- Reserva natural de Umgeni Vlei, 9,6 km², 29°29′S 29°49′E, sitio Ramsar 2132, en la provincia de KwaZulu-Natal, a 1840 m de altitud en un área cubierta de malezas en el Drakensberg, con plantas endémicas como Merwilla natalensis, Kniphofia brachystachya y Kniphofia breviflora. Aquí anidan, entre otros, la grulla del paraíso, la grulla coronada cuelligrís y la grulla carunculada. La mitad del área está formada por humedales permanentes, pozas y pantanos; la otra mitad son herbazales, juncales y arbustos. Aquí nace el río uMgeni, que abastece Durham y Pietermaritzburg a través de los embalses de Midmar, Albert Falls, Nagle e Inanda.[45][46]

- Reserva natural de Ingula, 80,84 km2, desde 2021, número Ramsar 2446. En el extremo septentrional de las montañas Drakensberg, dividida en dos secciones, en la parte superior de la cuenca del río Wilge, que desemboca en el océano Atlántico, y la inferior del río Thukela, que desemboca en el océano Índico. Se encuentra entre 1260 y 1900 m de altitud, formada por tres ecosistemas, llanuras áridas herbáceas, en parte cultivadas, con acantilados y extensos humedales. Hay unas 330 especies de aves, 24 amenazadas, entre ellas la polluela especulada, la grulla coronada cuelligris, el secretario y el águila marcial. Hay 34 especies de mamíferos, 69 de mariposas y 29 de reptiles. La reserva fue creada en 2003, gestionada por Eskom Holdings SOC Ltd., en asociación con BirdLife South Africa y el Middelpunt Wetland Trust.[47][48] En 2009, se descubrieron fósiles que revelan un ecosistema de hace 255 millones de años. Destacan los del cinodonto herbívoro Dicynodon lacertipceps, del Pérmico, dos predadores gorgonopsianos y plantas de la familia Glossopteris.[49]

## Provincia de Gauteng
- Blesbokspruit, 18,6 km², 26°18′S 28°30′E, sitio Ramsar 343, en la provincia de Gauteng. Es reserva natural y santuario de aves, uno de los pocos ríos permanentes de la región de Transvaal (afluente del río Vaal, afluente a su vez del Orange, en el norte de Sudáfrica). Se creó en los años 1930 con la construcción de una carretera y los terraplenes de una tubería para la industria minera, que continúa sus actividades aguas arriba. Declarada sitio Ramsar para luchar contra la contaminación, en 1996 aparece en el registro Montreaux de zonas con elevada polución. El santuario de aves de Marievale, de 10 km², se encuentra en la demarcación del East Rand del río. Se reconocen más de 300 especies de aves y también los antílopes blesbok y redunca meridional, la nutria de mejillas blancas, la liebre de El Cabo y tres tipos de mangosta.[50]

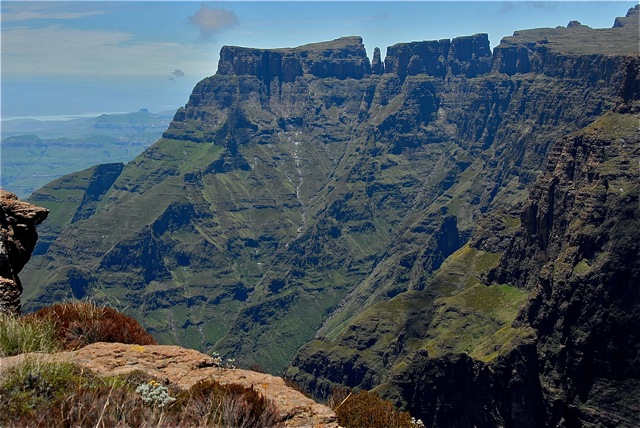
Acantilados del Drakensberg en el Parque Natal Drakensberg

## Provincia de Limpopo

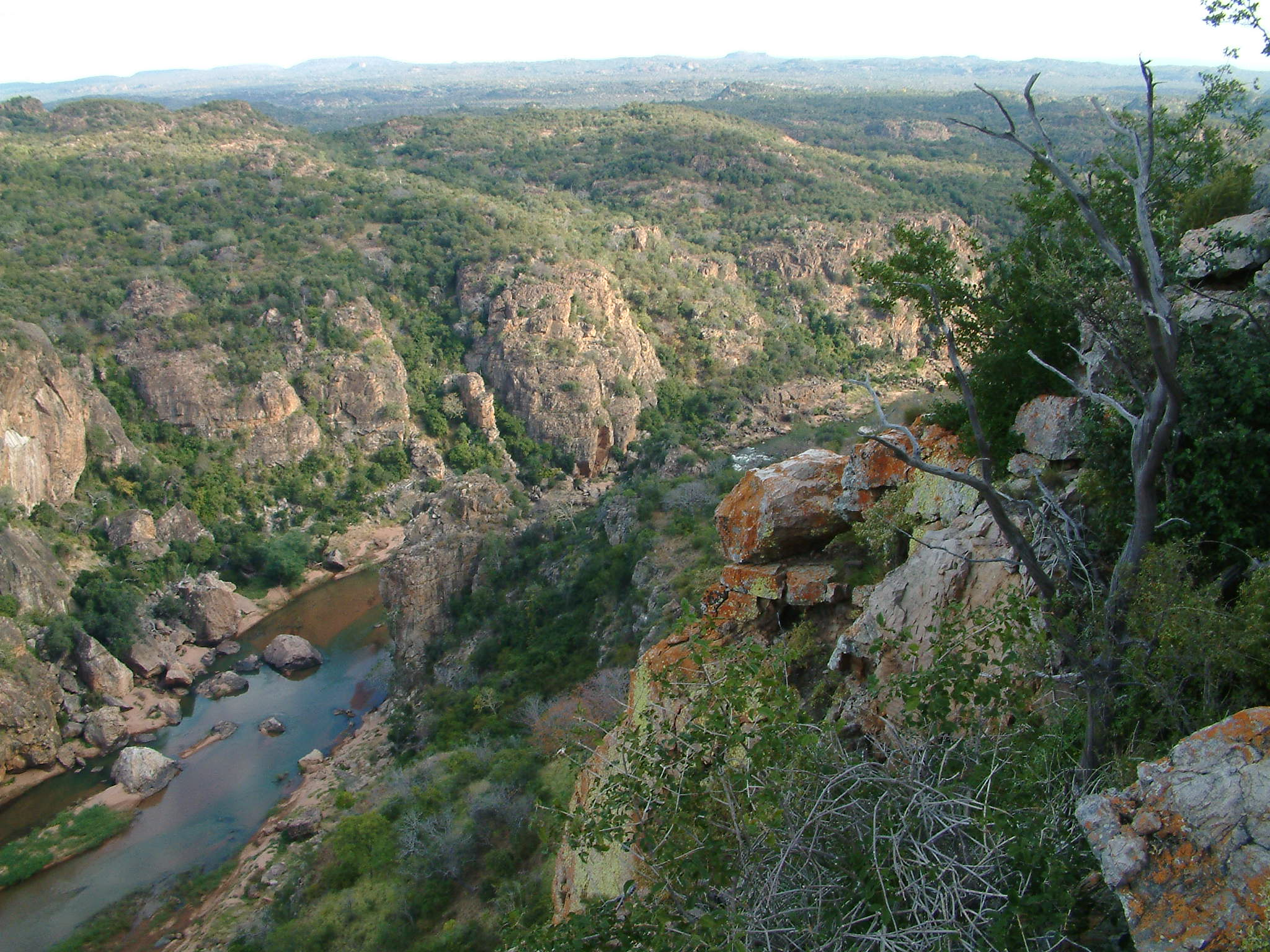
Garganta de Lanner o Lanner Gorge, un desfiladero de arenisca en el río Levubu o Luvuvhu, donde es fácil ver halcones peregrinos y halcones borní.

- Humedades de Makuleke, 77,6 km², 22°23′S 31°12′E, sitio Ramsar 1687. La zona de conservación de Makulele, de 240 km², es la joya del Parque nacional Kruger, en el nordeste del país, entre los ríos Luvuvhu, al sur, y Limpopo, al norte, bordeado por Zimbabue y Mozambique.[51] Bosques de ribera, mopane, praderas de inundación, brazos de ríos y salares que se llenan periódicamente de agua, de los que hay al menos 31 donde se reúnen manadas de hipopótamos. El conjunto forma parte del Parque Transfronterizo del Gran Limpopo, que se extiende a lo ancho de 35.000 km² por tres países.[52] En la parte nordeste de Makulele apenas caen 200 mm anuales, menos de la mitad que en el resto del parque. Uno de los lugares más impresionantes es la garganta de Lanner, en el río Luvuvhu. En los salares abundan las aves como el tántalo africano, el gansito africano y el pelícano común. Cerca del salar de Nwambi se encuentra el Fever Tree Forest del Makulele, formado por árboles de la fiebre, Vachellia xanthophloea (así llamado porque crece en zonas pantanosas donde hay malaria), que dan alimento a numerosos animales, monos, jirafas o elefantes; se caracteriza por el color amarillo de la corteza y su rápido crecimiento.[53] Al anochecer puede verse el búho pescador africano[54] Asocidos a los baobabs hay bufalero piquirrojo y vencejo de Böhm.

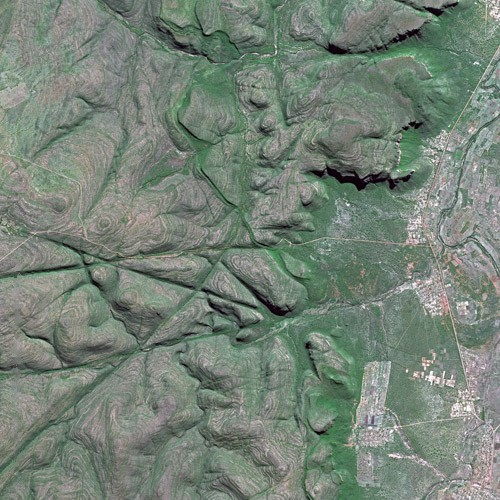
Parte superior del río Mogalakwena, tributario del río Limpopo, en cuya parte superior se halla la Reserva natural Nylsvley.

- Reserva natural Nylsvley, 39,7 km², 24°38′S 28°41′E, sitio Ramsar 952, en la provincia de Limpopo. Llanuras de inundación estacionales del río Nyl, afluente del Mogalakwena, y este del Limpopo, donde se encuentra el amenazado antílope ruano y el tsessebe común, además de 370 especies de aves y ocho aves acuáticas en la lista roja. Único lugar de Sudáfrica donde se encuentra el arroz salvaje Oryza longistaminata. En el pico de la estación, pueden verse hasta 80.000 aves. El nombre viene de que los primeros granjeros pensaron que era el Nilo, (Nylrivier; vlei es un lago poco profundo en afrikáans, derivada de valle en alemán, vallei).[55][56]

Curso del río Orange y principales afluentes en Sudáfrica.

## Provincia del Cabo Septentrional
- Boca del río Orange, 20 km² (5 km² en Namibia), 28°35′S 16°28′E, sitio ramsar 526. Área transfronteriza de amplias marismas saladas, lagunas de agua dulce y pantanos, bancos de arena y juncales compartidos por Sudáfrica y Namibia. El río Orange, de 2.200 km de longitud, tiene una gran demanda de agua en su parte alta, de ahí que se añadiera al Registro Montreaux de sitios Ramsar en 1995, para proteger el estuario del río antes de alcanzar el océano Atlántico, entre la boca del río y el puente Ernest Oppenheimer, junto a la ciudad de Oranjemund en Namibia y Alexander Bay, un viejo pueblo minero de diamantes, en Sudáfrica. Los bancos de arena están cubiertos de una vegetación pionera en una zona muy seca, donde llueve entre 10 y 80 mm anuales, con los humedales costeros más cercanos a 500 km al norte en Namibia (Sandwich Harbour) y 400 km al sur en Sudáfrica (boca del río Olifants). Contiene importantes poblaciones de zampullín cuellinegro, flamenco enano, chorlitejo pálido, correlimos zarapitín, charrán piquigualdo y pagaza piquirroja. Llegan a medrar unas 20.000 aves.[57]

## Provincia de Mpumalanga

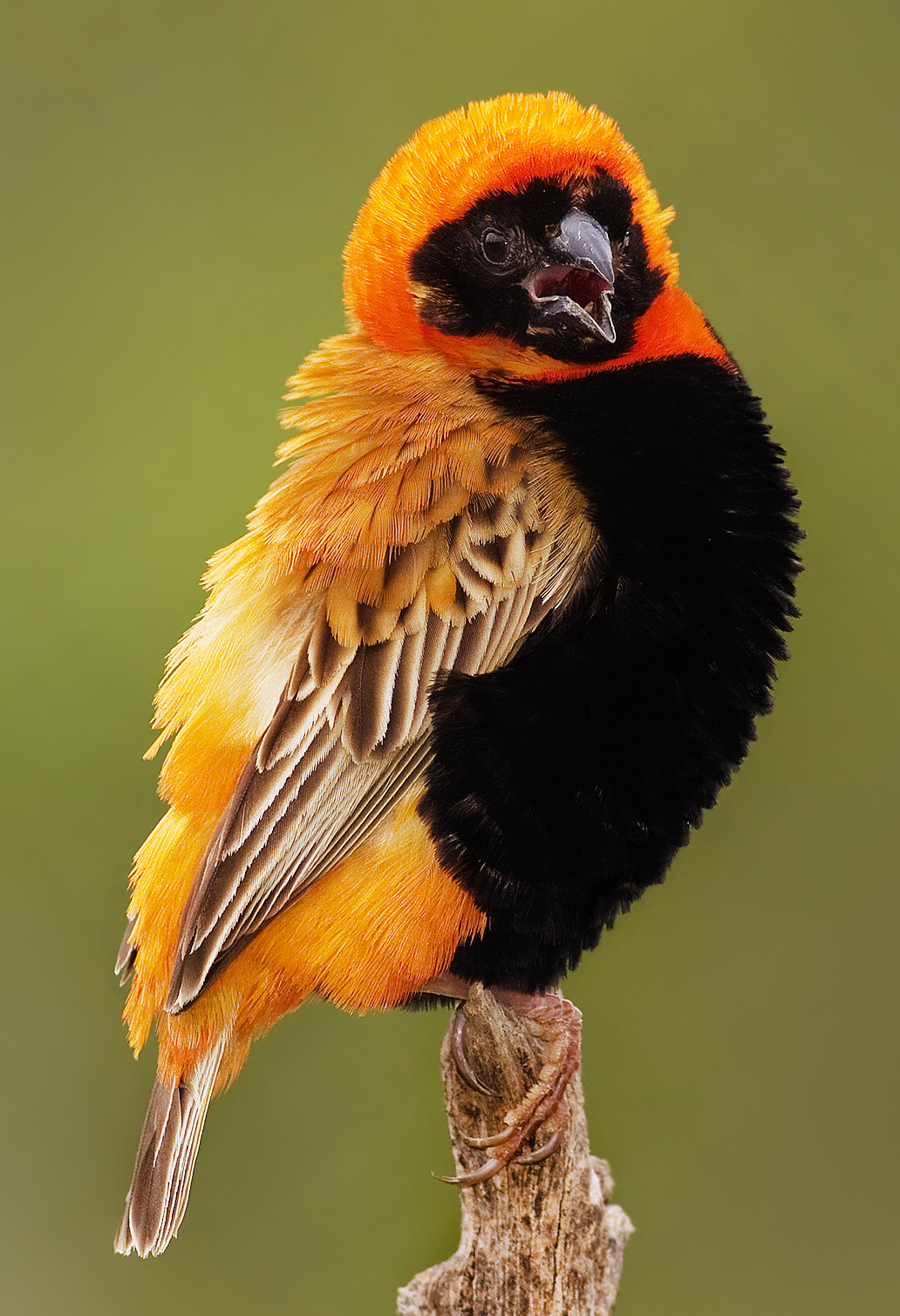
Obispo rojo, común en los humedales de Sudáfrica, presente en Verloren Valei.

- Reserva natural de Verloren Valei, 59 km², 25°18′S 30°06′E, sitio Ramsar 1110, en la provincia de Mpumalanga, al nordeste, cerca de Mozambique. El área provincial protegida se halla a 2000 m de altitud, y en ella hay más de 30 humedales de entre 2 y 250 ha.[58] En la divisoria de aguas entre Sudáfrica y Mozambique, se halla a unos 13 km de Dullstroom, en la meseta de Steenkampsberg, cubierta de herbazales y humedales. Es uno de los pocos lugares del país donde anidan las tres especies de gruidos, la grulla del paraíso, la grulla coronada cuelligrís y la grulla carunculada. Entre las numerosas especies de aves, los géneros Geronticus y Cisticola, el alcaudón schach, el obispo rojo, el zorzal hormiguero montano, el pito terrestre, el francolín aligris, el francolin alirrojo y el roquero de El Cabo. Entre los mamíferos, oribi, steenbok, hiena parda, e introducidos el serbal, el chacal, las cebras, los ñus y el blesbok.[59][60] También hay una gran cantidad de mariposas y numerosas flores silvestres.[61]

- Reserva natural de De Berg, 12,65 km2, desde 2024, número Ramsar 2532. Humedal de altura bajo el monte De Berg, de 2331 m, el pico más alto de Mpumalanga, con apenas desnivel en un entorno de altitud y algún acantilado.[62] a 20 km al norte de Dullstroom, en la cabecera del río Dwars, en la cuenca del río Olifants. En el conjunto, hay unos 70 humedales en fuentes que cubren unas 185 hectáreas. Entre las aves acuáticas, avesol africano grulla coronada cuelligris, aguilucho lagunero etiópico (Circus ranivorus), lechuza de El Cabo y aguilucho negro. En los acantilados, ibis calvo.[63]

- Reserva natural de Middelpunt, 510 ha, desde 2023, número Ramsar 2501. En el nacimiento del río Lakenvleispruit, en la cuenca del río Olifants, a unos 14 km de Dullstroom. Es un humedal en el fondo de un valle, dentro del Medioambiente protegido del Gran Lakenviel, una zona protegida de 216 km2. Es una de las regiones más lluviosas de Sudáfrica. Esta zona protegida se creó en 2017 agregando porciones de 66 granjas, a las que se añadieron 32 más en 2023. Asimismo, la zona de Middelpunt se declaró sitio Ramsar en 2023. Es el único lugar de reproducción en Sudáfrica de la polluela especulada. Alberga además aves como la grulla del paraíso, el secretario, la lechuza del Cabo y la avutarda cafre.[64]